# Bleibeskopf

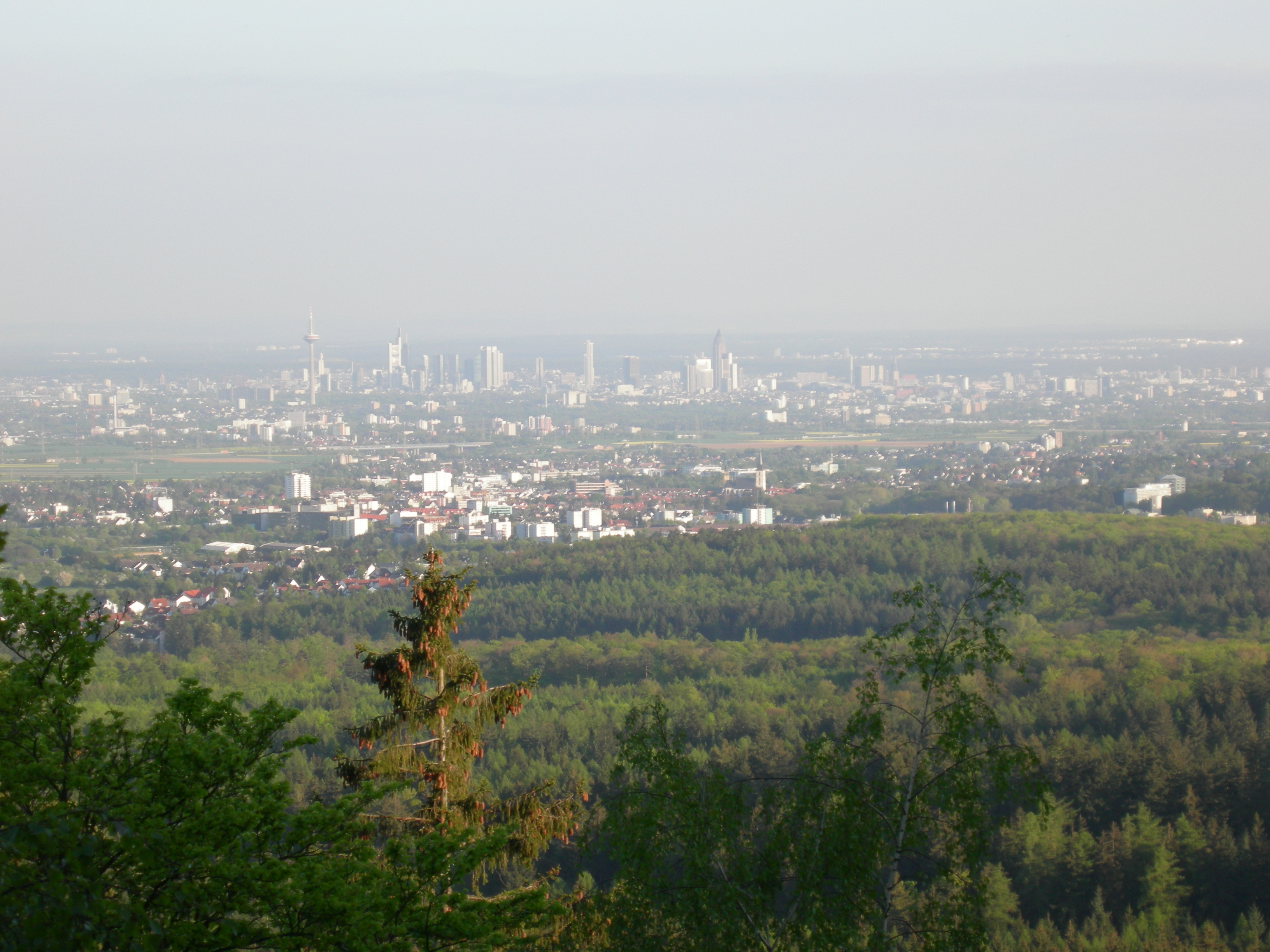
Bleibeskopf, Blick über Oberursel hinweg nach Frankfurt am Main

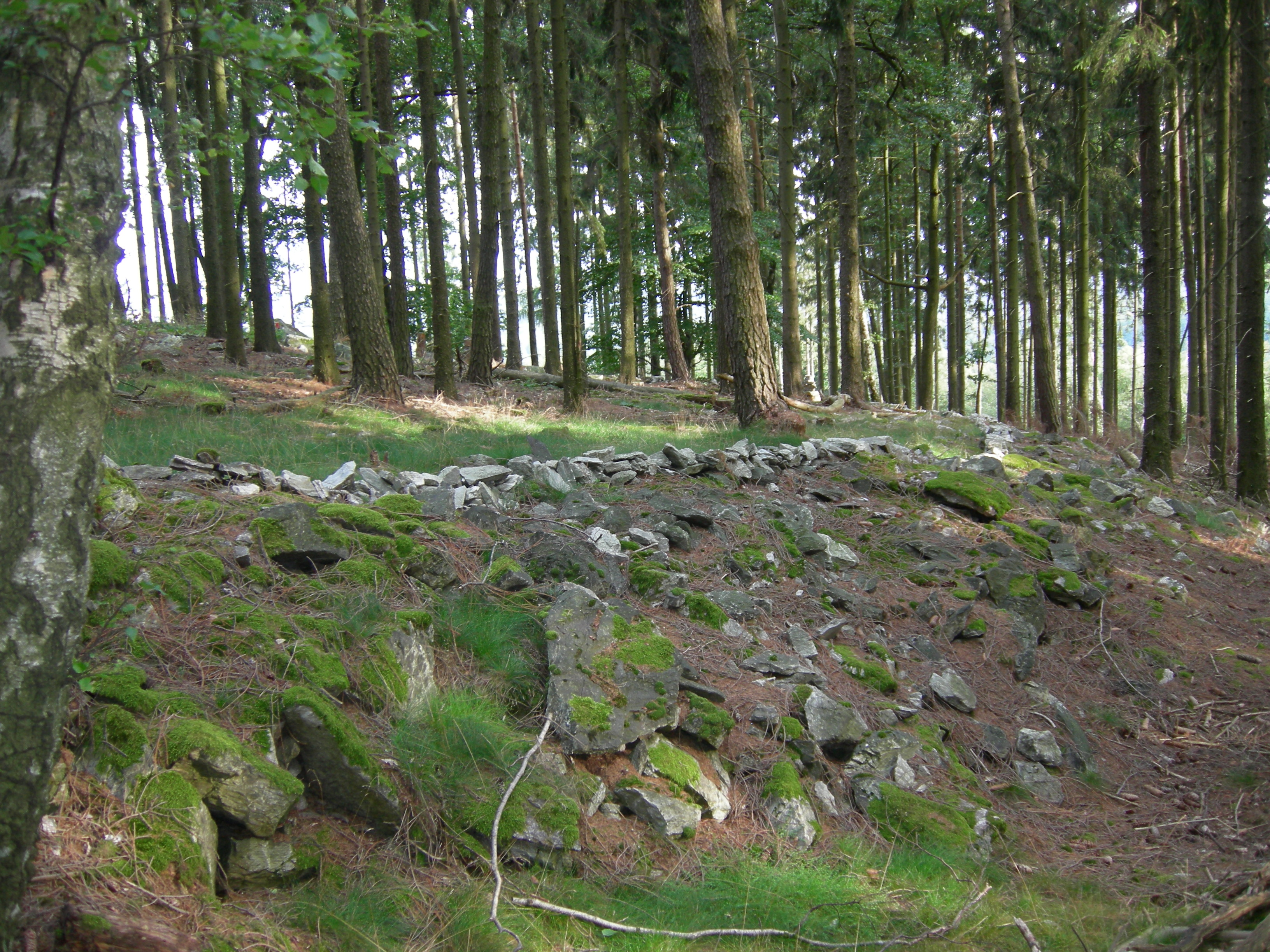
Ringwall Bleibeskopf

Der Bleibeskopf, früher Bleibiskopf genannt, ist ein 480,1 m ü. NHN hoher Sporn des Roßkopfs (ca. 635 m) im Taunus. Er liegt bei Dornholzhausen im hessischen Hochtaunuskreis. Auf dem Sporn befindet sich der Ringwall Bleibeskopf.

## Geographie

### Lage
Der Bleibeskopf erhebt sich im Naturpark Taunus. Sein in der Gemarkung Dornholzhausen befindlicher Gipfel liegt 3,5 km westnordwestlich von Dornholzhausen, einem Stadtteil von Bad Homburg vor der Höhe, 3,4 km nordwestlich von Oberstedten, einem solchen von Oberursel, und 1,5 km südsüdöstlich vom Gipfel des zum Taunushauptkamm gehörenden Roßkopfs. Nordnordöstlicher Nachbar ist mit dem Herzberg (591,4 m) ein weiterer Roßkopfsporn.
Auf der Südostflanke des Bleibeskopfs befindet sich auf etwa 315 m Höhe der Quarzitfels Elisabethenstein (früher Eschbachstein). In dessen Nähe steht die 1823 erbaute Lepoldsbrücke als Bauwerk des Waldwegs Elisabethenschneise. Sie führt über den vom Habigsborn kommenden Heuchelbach, der den Sporn südwestlich passiert.

### Naturräumliche Zuordnung
Der Bleibeskopf gehört in der naturräumlichen Haupteinheitengruppe Taunus (Nr. 30) und in der Haupteinheit Hoher Taunus (301) zur Untereinheit Feldberg-Taunuskamm (301.3). Die Landschaft fällt nach Osten in die Untereinheit Homburger Vortaunus (300.3) und nach Südosten in den zur Untereinheit Altkönig Vorstufe (300.2) zählenden Naturraum Kronberger Taunusfuß (300.21) ab, die jeweils zur Haupteinheit Vortaunus (300) gehören.

## Ringwall Bleibeskopf
Auf dem Bleibeskopf befand sich in der späten Bronzezeit (etwa 800 v. Chr.) eine vorkeltische Höhensiedlung der Urnenfelderkultur. Diese Ringwallanlage ist die älteste im Taunus. Der Ringwall, einst etwa 3 bis 3,5 m breit, 1,8 m hoch und 490 m lang, ist heute noch erkennbar. In die Mauerführung wurden zwei Felsgruppen integriert. Der Eingang war eine einfache Mauerunterbrechung, kein Zangentor. Das Siedlungsareal hat eine Fläche von etwa 1,4 Hektar und ist in drei unterschiedlich hohe Plateaus gegliedert. Auf dem Sporn wurden zahlreiche Bronzegegenstände gefunden: ein Tüllenbeil, eine verzierte Lanzenspitze, ein Messer, eine Nadel, ein Rasiermesser sowie Beinringe, die mit Zählzeichen auf der Innenseite versehen waren. Diese Zählzeichen gehören zu den ältesten in Europa nördlich der Alpen.

## Ausgrabungen
Anfang des 20. Jahrhunderts wurden durch den Frankfurter Architekten C.L. Thomas systematische Grabungen auf dem Bleibeskopf durchgeführt. Die Funde sind im Museum des Kastells Saalburg sowie im Vortaunusmuseum in Oberursel ausgestellt.

## Galerie

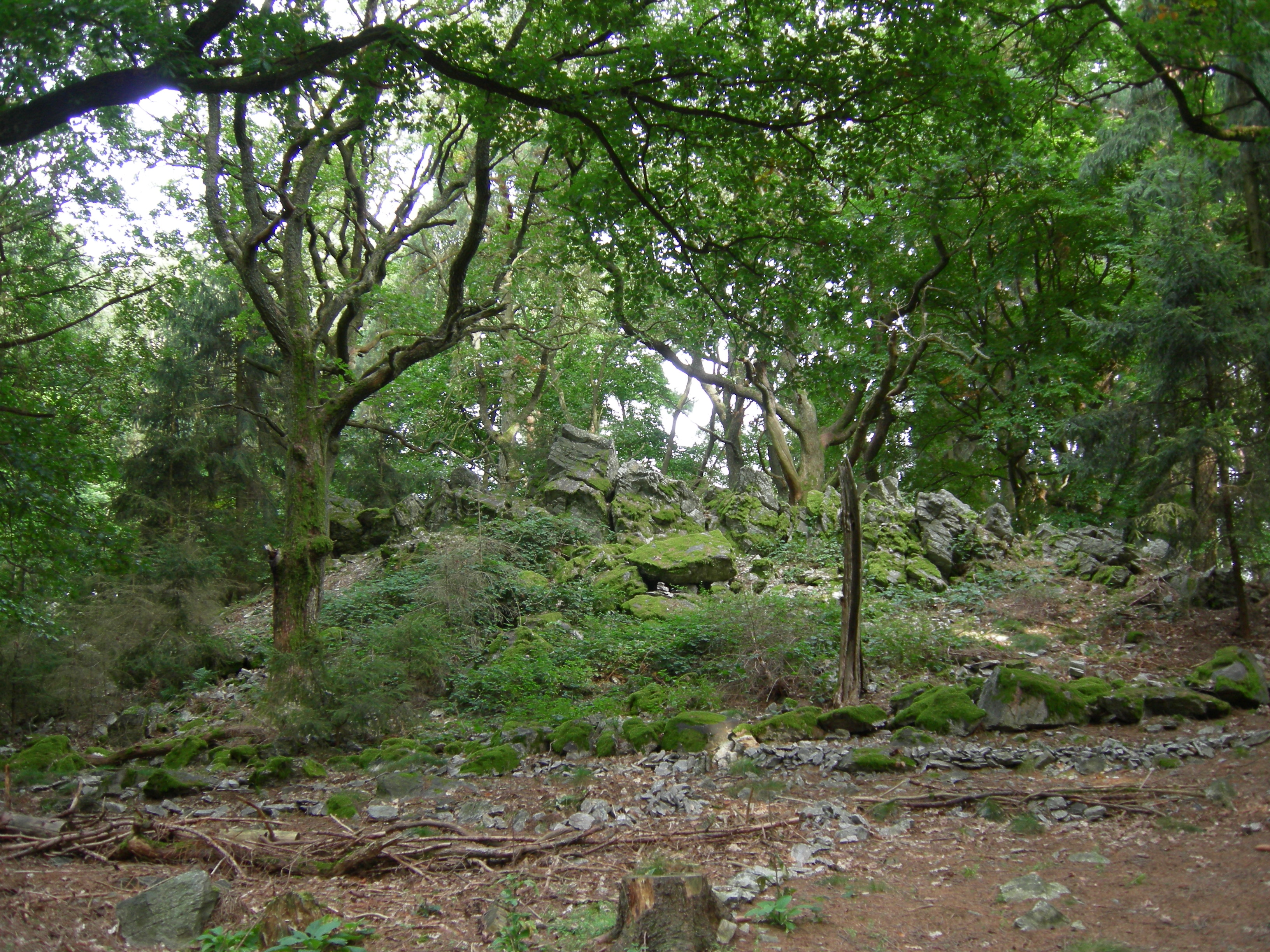
Bleibeskopf, obere Felsgruppe
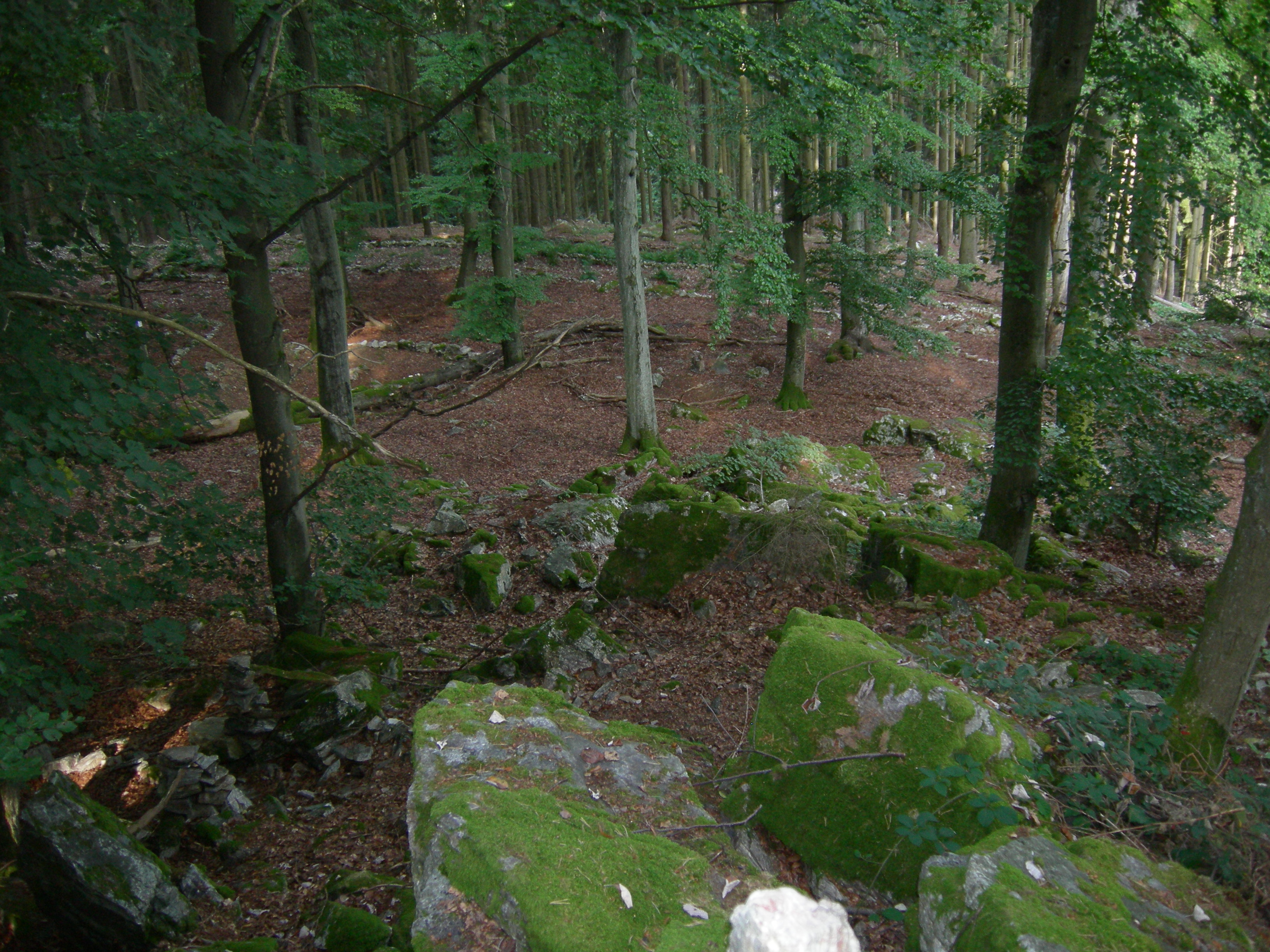
Bleibeskopf, Blick hinunter auf das untere Plateau
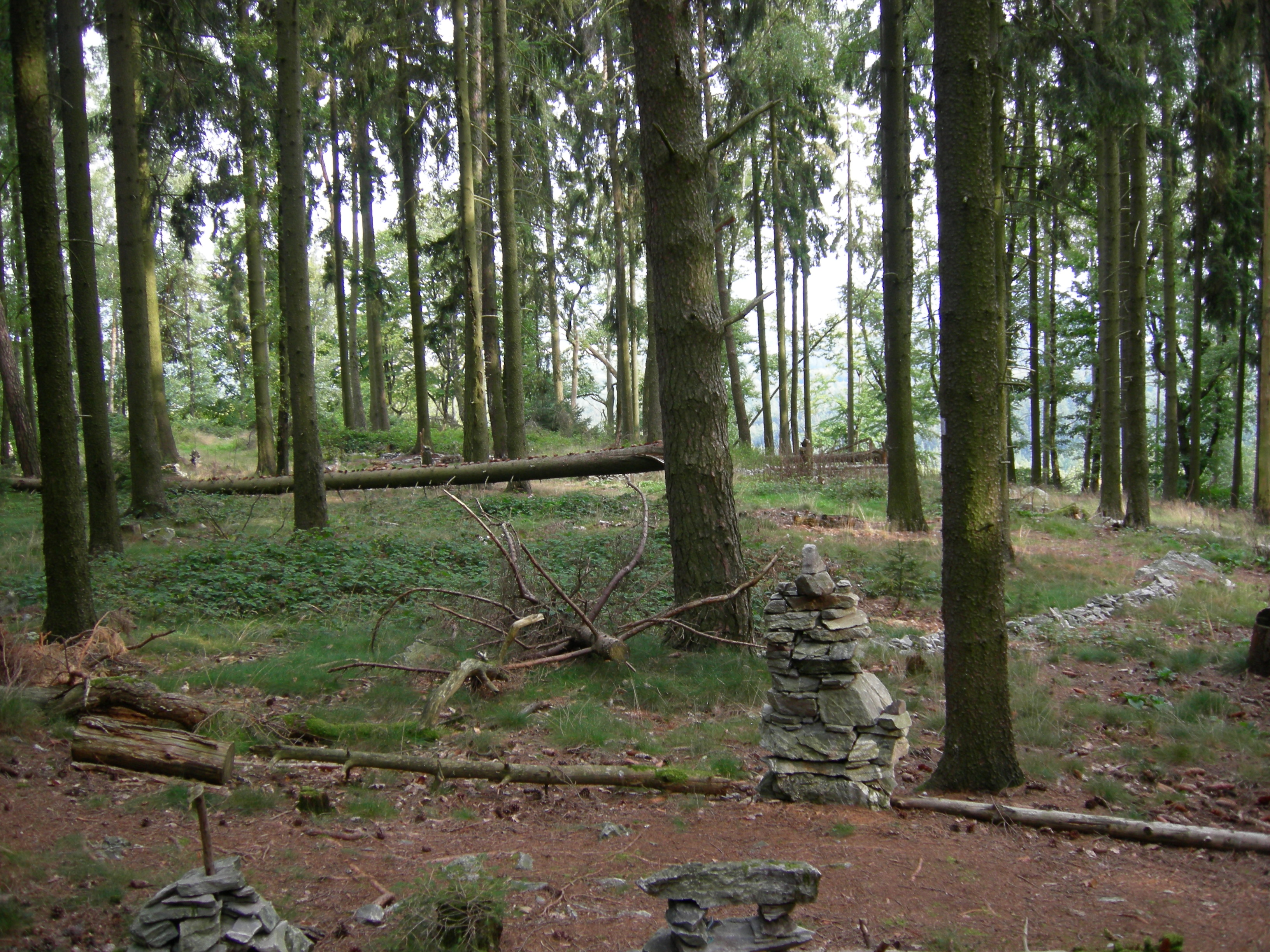
Bleibeskopf, Blick auf das mittlere Plateau
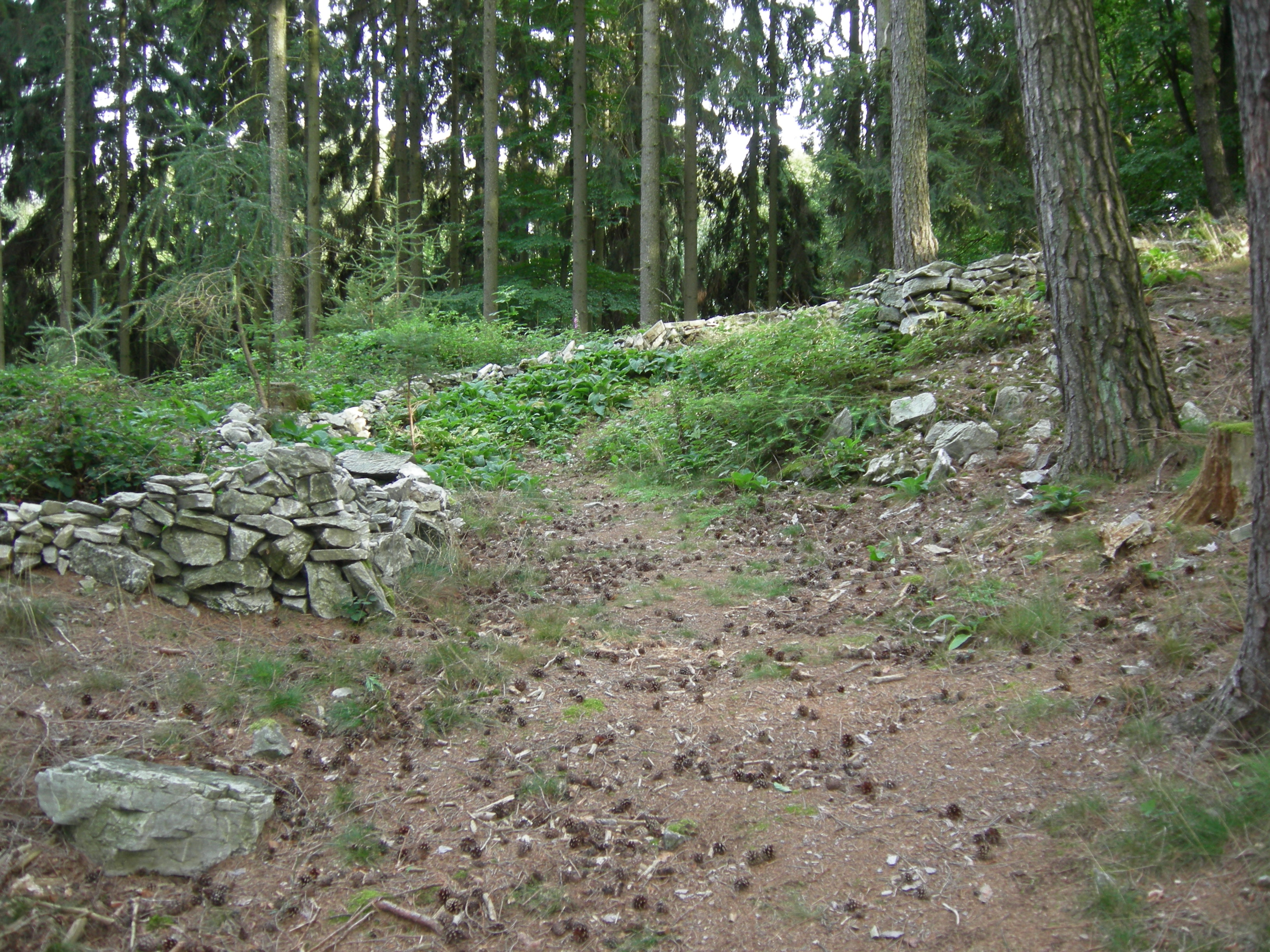
Bleibeskopf, Blick auf den ursprünglichen Eingang